# Evige, allsmäktige Gud
Evige, allsmäktige Gud är en förbön och är komponerad 1897. Inför 1986 års kyrkohandbok bearbetades den.

## Publicerad i
- Musiken till Svenska Mässan 1897.
- Den svenska mässboken 1942, del 1.
- Gudstjänstordning 1976, del II Musik.
- Den svenska kyrkohandboken 1986 under Kyrkans förbön.